# Псалом 145
Псалом 145 (у масоретській нумерації — 146) — 146-й псалом із 150 псалмів у Книзі псалмів єврейського Танаху та християнського Старого Завіту. Відповідно до нумерації грецької Септуагінти — 145-й псалом. Він поділений на десять віршів, починається і закінчується вигуком «Алилуя». Це один із хвалебних псалмів.
Малий Галлель починається псалмом 145 (Пс. 145–150).

## Текст
| Вірш | Гебрейська мова                                                                                 | Давньогрецька мова (Септуаґінта)                                                                                          | Латинська мова (Вульгата)                                                                                                  | Українська мова (Переклад Хоменка)                                                     |
| ---- | ----------------------------------------------------------------------------------------------- | --- | --- | -------------------------------------------------------------------------------------- |
| 1    | :הַלְלוּ-יָהּ .הַלְלִי נַפְשִׁי, אֶת-יְהוָה                                                                    | Αλληλουια· Αγγαιου καὶ Ζαχαριου. Αἴνει, ἡ ψυχή μου, τὸν κύριον.                                                           | Alleluja, Aggæi et Zachariæ.                                                                                               | Алилуя. Хвали, душе моя, Господа!                                                      |
| 2    | .אֲהַלְלָה יְהוָה בְּחַיָּי; אֲזַמְּרָה לֵאלֹהַי בְּעוֹדִי                                                             | αἰνέσω κύριον ἐν ζωῇ μου, ψαλῶ τῷ θεῷ μου, ἕως ὑπάρχω.                                                                    | [Lauda, anima mea, Dominum. Laudabo Dominum in vita mea; psallam Deo meo quamdiu fuero. Nolite confidere in principibus,   | Буду хвалити Господа поки життя мого, псалми співатиму Богові моєму докіль буду жити.  |
| 3    | .אַל-תִּבְטְחוּ בִנְדִיבִים-- בְּבֶן-אָדָם, שֶׁאֵין לוֹ תְשׁוּעָה                                                      | μὴ πεποίθατε ἐπ᾽ ἄρχοντας καὶ ἐφ᾽ υἱοὺς ἀνθρώπων, οἷς οὐκ ἔστιν σωτηρία.                                                  | in filiis hominum, in quibus non est salus.                                                                                | Не покладайся на вельмож, на сина чоловічого, який спасти не може.                     |
| 4    | .תֵּצֵא רוּחוֹ, יָשֻׁב לְאַדְמָתוֹ; בַּיּוֹם הַהוּא, אָבְדוּ עֶשְׁתֹּנֹתָיו                                                  | ἐξελεύσεται τὸ πνεῦμα αὐτοῦ, καὶ ἐπιστρέψει εἰς τὴν γῆν αὐτοῦ· ἐν ἐκείνῃ τῇ ἡμέρᾳ ἀπολοῦνται πάντες οἱ διαλογισμοὶ αὐτῶν. | Exibit spiritus ejus, et revertetur in terram suam; in illa die peribunt omnes cogitationes eorum.                         | Виходить його дух, і він повертається у землю і того ж дня гинуть його задуми.         |
| 5    | .אַשְׁרֵי--שֶׁאֵל יַעֲקֹב בְּעֶזְרוֹ: שִׂבְרוֹ, עַל-יְהוָה אֱלֹהָיו                                                      | μακάριος οὗ ὁ θεὸς Ιακωβ βοηθός, ἡ ἐλπὶς αὐτοῦ ἐπὶ κύριον τὸν θεὸν αὐτοῦ                                                  | Beatus cujus Deus Jacob adjutor ejus, spes ejus in Domino Deo ipsius:                                                      | Щасливий той, кому Бог Якова подає допомогу, в кого надія на Господа, Бога свого,      |
| 6    | ;עֹשֶׂה, שָׁמַיִם וָאָרֶץ-- אֶת-הַיָּם וְאֶת-כָּל-אֲשֶׁר-בָּם .הַשֹּׁמֵר אֱמֶת לְעוֹלָם                                          | τὸν ποιήσαντα τὸν οὐρανὸν καὶ τὴν γῆν, τὴν θάλασσαν καὶ πάντα τὰ ἐν αὐτοῖς, τὸν φυλάσσοντα ἀλήθειαν εἰς τὸν αἰῶνα,        | qui fecit cælum et terram, mare, et omnia quæ in eis sunt.                                                                 | що створив небо й землю, море — й усе, що є в них; що вірність береже повіки,          |
| 7    | .עֹשֶׂה מִשְׁפָּט, לָעֲשׁוּקִים--נֹתֵן לֶחֶם, לָרְעֵבִים; יְהוָה, מַתִּיר אֲסוּרִים                                          | ποιοῦντα κρίμα τοῖς ἀδικουμένοις, διδόντα τροφὴν τοῖς πεινῶσιν· κύριος λύει πεπεδημένους,                                 | Qui custodit veritatem in sæculum; facit judicium injuriam patientibus; dat escam esurientibus. Dominus solvit compeditos; | що пригнобленому чинить правосуддя, що дає хліб голодним. Господь визволяє в'язнів,    |
| 8    | .יְהוָה, פֹּקֵחַ עִוְרִים--יְהוָה, זֹקֵף כְּפוּפִים; יְהוָה, אֹהֵב צַדִּיקִים                                            | κύριος ἀνορθοῖ κατερραγμένους, κύριος σοφοῖ τυφλούς, κύριος ἀγαπᾷ δικαίους·                                               | Dominus illuminat cæcos. Dominus erigit elisos; Dominus diligit justos.                                                    | Господь відкриває сліпим очі, Господь випростовує похилих, Господь праведників любить. |
| 9    | .יְהוָה, שֹׁמֵר אֶת-גֵּרִים--יָתוֹם וְאַלְמָנָה יְעוֹדֵד; וְדֶרֶךְ רְשָׁעִים יְעַוֵּת                                          | κύριος φυλάσσει τοὺς προσηλύτους, ὀρφανὸν καὶ χήραν ἀναλήμψεται καὶ ὁδὸν ἁμαρτωλῶν ἀφανιεῖ.                               | Dominus custodit advenas, pupillum et viduam suscipiet, et vias peccatorum disperdet.                                      | Господь захожих захищає, підтримує сироту й удову, — дорогу ж нечестивих відвертає.    |
| 10   | יִמְלֹךְ יְהוָה, לְעוֹלָם-- אֱלֹהַיִךְ צִיּוֹן, לְדֹר וָדֹר: הַלְלוּ-יָהּיִמְלֹךְ יְהוָה, לְעוֹלָם-- אֱלֹהַיִךְ צִיּוֹן, לְדֹר וָדֹר: .הַלְלוּ-יָהּ | βασιλεύσει κύριος εἰς τὸν αἰῶνα, ὁ θεός σου, Σιων, εἰς γενεὰν καὶ γενεάν.                                                 | Regnabit Dominus in sæcula; Deus tuus, Sion, in generationem et generationem.]                                             | Господь буде царем повіки, твій Бог, Сіоне, по всі роди. Алилуя.                       |

## Використання в літургії

### В юдаїзмі
- Псалом 145 є частиною Псуке десімра в єврейській ранковій молитві й читається щодня

### У Літургії Годин Католицької Церкви
- Лауди в середу четвертого тижня
- Лауди на відправі за померлими (альтернативно псалом 150)

### У євангелічній церкві
- Псалом 14-ї Неділі після Зіслання Святого Духа

## Використання в музиці
Псалом 145 є основою для ряду аранжувань духовної музики:
- Антон Брукнер: Псалом 145 ля мажор для сопрано, альта, тенора, баса, змішаного хору та оркестру ( WAB 37), 1860
- Манфред Ґеріґк: Три хвалебні псалми GerWV 51.
- Пауль Герхардт: Ти, душа моя, співай, 1653 на мелодію Йоганна Георга Ебелінга, 1666
- Йоганн Даніель Геррншмідт: Хвали Господа, душе моя, 1714